# Spelartrupper under damernas turnering i volleyboll vid olympiska sommarspelen 2016
Vid damernas turnering i volleyboll vid olympiska sommarspelen 2016 deltog lagen med nedanstående trupper.

## Argentina
| N° | Namn               | Roll  | Födelsedatum      | Lag                                 |
| -- | ------------------ | ----- | ----------------- | ----------------------------------- |
| -  | Guillermo Orduna   | T     | 24 augusti 1957   | -                                   |
| 2  | Tanya Acosta       | VS    | 11 mars 1991      | Club de Gimnasia y Esgrima La Plata |
| 3  | Yamila Nizetich    | VS    | 27 januari 1989   | Seramiksan SK                       |
| 5  | Lucía Fresco       | VS/HS | 14 maj 1991       | Volley Soverato                     |
| 9  | Clarisa Sagardía   | P     | 29 juni 1989      | CA Boca Juniors                     |
| 10 | Emilce Sosa        | C     | 11 september 1987 | Associação Rio do Sul Vôlei         |
| 11 | Julieta Lazcano    | C     | 25 juli 1989      | Istres Ouest Provence VB            |
| 12 | Tatiana Rizzo      | L     | 30 december 1986  | CA Boca Juniors                     |
| 13 | Leticia Boscacci   | VS/HS | 8 november 1985   | CSM Volei Alba Blaj                 |
| 14 | Josefina Fernández | VS    | 17 augusti 1991   | Volleyball Franches-Montagnes       |
| 16 | Florencia Busquets | C     | 27 juni 1989      | CA Boca Juniors                     |
| 18 | Yael Castiglione   | P     | 27 september 1985 | BKS Stal Bielsko-Biała              |
| 22 | Morena Martínez    | VS    | 19 februari 1993  | CA Vélez Sarsfield                  |

## Brasilien
| N° | Namn                   | Roll  | Födelsedatum     | Lag                         |
| -- | ---------------------- | ----- | ---------------- | --------------------------- |
| -  | José Roberto Guimarães | T     | 31 juli 1954     | -                           |
| 1  | Fabiana Claudino       | C     | 24 januari 1985  | Serviço Social da Indústria |
| 2  | Juciely Barreto        | C     | 18 december 1980 | Rio de Janeiro Vôlei Clube  |
| 3  | Danielle Lins          | P     | 5 januari 1985   | Osasco Voleibol Clube       |
| 5  | Adenízia da Silva      | C     | 18 december 1987 | Osasco Voleibol Clube       |
| 6  | Thaísa de Menezes      | C     | 15 maj 1987      | Osasco Voleibol Clube       |
| 8  | Jaqueline de Carvalho  | VS    | 31 december 1983 | Serviço Social da Indústria |
| 10 | Gabriela Guimarães     | VS    | 19 maj 1994      | Rio de Janeiro Vôlei Clube  |
| 12 | Natália Pereira        | VS    | 4 april 1989     | Rio de Janeiro Vôlei Clube  |
| 13 | Sheilla de Castro      | VS/HS | 1 juli 1983      | Vakıfbank SK                |
| 16 | Fernanda Garay         | VS    | 10 maj 1986      | ZHVK Dinamo Moskva          |
| 17 | Josefa de Souza        | P     | 3 februari 1983  | Voléro Zürich               |
| 19 | Léia da Silva          | L     | 1 mars 1985      | Minas Tênis Clube           |

## Kamerun
| N° | Namn                  | Roll  | Födelsedatum      | Lag               |
| -- | --------------------- | ----- | ----------------- | ----------------- |
| -  | Jean-René Akono       | T     | 4 augusti 1967    | -                 |
| 1  | Stéphanie Fotso       | C     | 25 september 1987 | VBC Chamalières   |
| 2  | Christelle Tchoudjang | VS/HS | 7 juli 1989       | VBC Chamalières   |
| 4  | Raïssa Nasser         | L     | 19 augusti 1994   | La Rochelle VB    |
| 5  | Théorine Aboa Mbeza   | C     | 25 augusti 1992   | INJS              |
| 6  | Laetitia Moma Bassoko | VS    | 9 oktober 1993    | SES Calais        |
| 7  | Henriette Koulla      | P     | 14 september 1992 | Tremblay AC       |
| 10 | Berthrade Bikatal     | VS    | 23 juli 1992      | Nyong-et-Kéllé VB |
| 11 | Victoire Ngon Ntame   | C     | 31 december 1985  | INJS              |
| 12 | Fawziya Abdoulkarim   | VS    | 1 mars 1989       | VBC Chamalières   |
| 13 | Madeleine Essissima   | VS    | 29 april 1992     | FAP Yaoundé       |
| 14 | Yolande Amana         | P     | 15 september 1997 | Bafia Evolution   |
| 15 | Emelda Piata Zessi    | C     | 8 april 1997      | Bafia Evolution   |

## Kina
| N° | Namn            | Roll  | Födelsedatum      | Lag                |
| -- | --------------- | ----- | ----------------- | ------------------ |
| -  | Lang Ping       | T     | 10 december 1960  | -                  |
| 1  | Yuan Xinyue     | C     | 21 december 1996  | Bayi Kemen         |
| 2  | Zhu Ting        | VS    | 29 november 1994  | Henan              |
| 3  | Yang Fangxu     | VS/HS | 6 oktober 1994    | Shandong           |
| 6  | Gong Xiangyu    | VS/HS | 21 april 1997     | Jiangsu            |
| 7  | Wei Qiuyue      | P     | 26 september 1988 | Tianjin            |
| 9  | Zhang Changning | S     | 6 november 1995   | Jiangsu            |
| 10 | Liu Xiaotong    | VS    | 16 februari 1990  | Beijing BAIC Motor |
| 11 | Xu Yunli        | C     | 2 augusti 1987    | Fujian             |
| 12 | Hui Ruoqi       | VS    | 4 mars 1991       | Jiangsu            |
| 15 | Lin Li          | L     | 5 juli 1992       | Fujian             |
| 16 | Ding Xia        | P     | 13 januari 1990   | Liaoning           |
| 17 | Yan Ni          | C     | 2 mars 1987       | Liaoning           |

## Sydkorea
| N° | Namn           | Roll  | Födelsedatum     | Lag                                  |
| -- | -------------- | ----- | ---------------- | ------------------------------------ |
| -  | Lee Jung-chul  | T     | -                | -                                    |
| 3  | Lee Hyo-hee    | P     | 26 augusti 1980  | Korea Expressway Corporation Hi-Pass |
| 4  | Kim Hee-jin    | VS/HS | 29 april 1991    | Hwaseong IBK Altos                   |
| 5  | Kim Hae-ran    | L     | 16 mars 1984     | KGC Ginseng Corporation Pro VC       |
| 6  | Hwang Youn-joo | VS/HS | 13 augusti 1986  | Hyundai Green Fox                    |
| 7  | Lee Jae-yeong  | VS    | 15 oktober 1996  | Incheon Heungkuk Life Pink Spiders   |
| 8  | Nam Jie-youn   | L     | 15 maj 1983      | Hwaseong IBK Altos                   |
| 10 | Kim Yeon-koung | VS    | 26 februari 1988 | Fenerbahçe SK                        |
| 11 | Kim Su-ji      | C     | 11 juli 1987     | Incheon Heungkuk Life Pink Spiders   |
| 13 | Park Jeong-ah  | VS    | 26 mars 1993     | Hwaseong IBK Altos                   |
| 14 | Yang Hyo-jin   | C     | 14 december 1989 | Hyundai Green Fox                    |
| 16 | Bae Yoo-na     | C     | 30 november 1989 | GS Caltex Seoul KIXX                 |
| 17 | Yeum Hye-seon  | P     | 3 februari 1991  | Hyundai Green Fox                    |

## Japan
| N° | Namn             | Roll  | Födelsedatum     | Lag               |
| -- | ---------------- | ----- | ---------------- | ----------------- |
| -  | Masayoshi Manabe | T     | 21 augusti 1963  | -                 |
| 1  | Miyu Nagaoka     | HS    | 25 juli 1991     | Hisamitsu Springs |
| 2  | Haruka Miyashita | P     | 1 september 1994 | Okayama Seagulls  |
| 3  | Saori Kimura     | VS    | 19 augusti 1986  | Toray Arrows      |
| 5  | Arisa Satō       | L     | 18 juli 1989     | Hitachi Rivale    |
| 6  | Yurie Nabeya     | VS    | 15 december 1993 | Denso Airybees    |
| 7  | Mai Yamaguchi    | C     | 3 juli 1983      | Okayama Seagulls  |
| 9  | Haruyo Shimamura | C     | 4 mars 1992      | NEC Red Rockets   |
| 11 | Erika Araki      | C     | 3 augusti 1984   | Ageo Medics       |
| 12 | Yuki Ishii       | VS    | 8 maj 1991       | Hisamitsu Springs |
| 16 | Saori Sakoda     | VS/HS | 18 december 1987 | Toray Arrows      |
| 18 | Kotoki Zayasu    | L     | 11 januari 1990  | Hisamitsu Springs |
| 20 | Kanami Tashiro   | P     | 25 mars 1991     | Toray Arrows      |

## Italien
| N° | Namn                 | Roll  | Födelsedatum     | Lag               |
| -- | -------------------- | ----- | ---------------- | ----------------- |
| -  | Marco Bonitta        | T     | 5 september 1963 | Club Italia       |
| 1  | Serena Ortolani      | VS/HS | 7 januari 1987   | Imoco Volley      |
| 4  | Alessia Orro         | P     | 18 juli 1998     | Club Italia       |
| 6  | Monica de Gennaro    | L     | 8 januari 1987   | Imoco Volley      |
| 7  | Martina Guiggi       | C     | 1 maj 1984       | AGIL Volley       |
| 8  | Alessia Gennari      | VS    | 3 november 1991  | Volley Bergamo    |
| 9  | Nadia Centoni        | VS/HS | 19 juni 1981     | Galatasaray SK    |
| 11 | Cristina Chirichella | C     | 10 februari 1994 | AGIL Volley       |
| 14 | Eleonora Lo Bianco   | P     | 22 december 1979 | Volley Bergamo    |
| 15 | Antonella Del Core   | VS    | 5 november 1980  | ZHVK Dinamo Kazan |
| 16 | Myriam Sylla         | VS    | 8 januari 1995   | Volley Bergamo    |
| 18 | Paola Egonu          | VS/HS | 18 december 1998 | Club Italia       |
| 20 | Anna Danesi          | C     | 20 april 1996    | Club Italia       |

## Nederländerna
| N° | Namn               | Roll  | Födelsedatum      | Lag                                   |
| -- | ------------------ | ----- | ----------------- | ------------------------------------- |
| -  | Giovanni Guidetti  | T     | 20 september 1972 | Vakıfbank SK                          |
| 2  | Femke Stoltenborg  | P     | 30 juli 1991      | Allianz MTV Stuttgart                 |
| 3  | Yvon Beliën        | C     | 28 december 1993  | River Volley                          |
| 4  | Celeste Plak       | VS    | 26 oktober 1995   | Volley Bergamo                        |
| 5  | Robin de Kruijf    | C     | 5 maj 1991        | Imoco Volley                          |
| 6  | Maret Grothues     | VS    | 16 september 1988 | Trefl Sopot                           |
| 7  | Quinta Steenbergen | C     | 2 april 1985      | VK Prostějov                          |
| 8  | Judith Pietersen   | VS/HS | 3 juli 1989       | Pallavolo Scandicci Savino Del Bene   |
| 9  | Myrthe Schoot      | L     | 29 augusti 1988   | Dresdner SC                           |
| 10 | Lonneke Slöetjes   | VS/HS | 15 november 1990  | Vakıfbank SK                          |
| 11 | Anne Buijs         | VS    | 2 december 1991   | Vakıfbank SK                          |
| 14 | Laura Dijkema      | P     | 18 februari 1990  | Dresdner SC                           |
| 16 | Debby Stam         | VS    | 24 juli 1984      | Entente Sportive Le Cannet-Rocheville |

## Puerto Rico
| N° | Namn              | Roll  | Födelsedatum      | Lag                     |
| -- | ----------------- | ----- | ----------------- | ----------------------- |
| -  | Juan Carlos Núñez | T     | -                 | Criollas de Caguas      |
| 1  | Debora Seilhamer  | L     | 4 oktober 1985    | Lancheras de Cataño     |
| 2  | Shara Venegas     | L     | 18 september 1992 | Criollas de Caguas      |
| 3  | Vilmarie Mojica   | P     | 13 augusti 1985   | Valencianas de Juncos   |
| 6  | Yarimar Rosa      | VS    | 20 juni 1988      | Beşiktaş JK             |
| 7  | Stephanie Enright | VS    | 15 december 1990  | Criollas de Caguas      |
| 9  | Áurea Cruz        | VS    | 10 januari 1982   | AGIL Volley             |
| 10 | Diana Reyes       | C     | 3 februari 1993   | Criollas de Caguas      |
| 11 | Karina Ocasio     | VS/HS | 1 augusti 1985    | Criollas de Caguas      |
| 14 | Natalia Valentín  | P     | 12 september 1989 | Azärreyl QVK            |
| 15 | Daly Santana      | VS    | 19 februari 1995  | Capitalinas de San Juan |
| 16 | Alexandra Oquendo | C     | 3 februari 1984   | Lancheras de Cataño     |
| 18 | Lynda Morales     | C     | 20 maj 1988       | Criollas de Caguas      |

## Ryssland
| N° | Namn                   | Roll  | Födelsedatum     | Lag                  |
| -- | ---------------------- | ----- | ---------------- | -------------------- |
| -  | Jurij Maričev          | T     | 17 november 1960 | -                    |
| 1  | Jana Ščerban'          | VS    | 6 september 1989 | ZHVK Dinamo Moskva   |
| 3  | Elena Ežova            | L     | 14 augusti 1977  | ZHVK Dinamo Kazan    |
| 4  | Irina Zarjažko         | C     | 4 oktober 1991   | VK Uralochka-NTMK    |
| 6  | Dar'ja Malygina        | VS/HS | 4 april 1994     | VK Zaretje Odintsovo |
| 8  | Natalija Hončarova     | VS/HS | 1 juni 1989      | ZHVK Dinamo Moskva   |
| 9  | Vera Uljakina          | P     | 21 augusti 1986  | ZHVK Dinamo Moskva   |
| 10 | Ekaterina Pankova      | P     | 2 februari 1990  | ZHVK Dinamo Moskva   |
| 14 | Irina Fetisova         | C     | 7 september 1994 | ZHVK Dinamo Moskva   |
| 15 | Tat'jana Košeleva      | VS    | 23 december 1988 | VK Dinamo Krasnodar  |
| 16 | Irina Voronkova        | VS    | 20 oktober 1995  | VK Zaretje Odintsovo |
| 19 | Anna Malova            | L     | 16 april 1990    | ZHVK Dinamo Moskva   |
| 20 | Anastasija Šljachovaja | C     | 5 oktober 1990   | VK Dinamo Krasnodar  |

## Serbien
| N° | Namn                | Roll  | Födelsedatum    | Lag                      |
| -- | ------------------- | ----- | --------------- | ------------------------ |
| -  | Zoran Terzić        | T     | 9 juli 1966     | CSM Târgoviște           |
| 1  | Bianka Buša         | VS    | 25 juli 1994    | CSM Târgoviște           |
| 2  | Jovana Brakočević   | VS/HS | 5 mars 1988     | Imoco Volley             |
| 4  | Bojana Živković     | P     | 29 mars 1988    | Voléro Zürich            |
| 6  | Tijana Malešević    | VS    | 18 mars 1991    | AGIL Volley              |
| 9  | Brankica Mihajlović | VS    | 13 april 1991   | Fenerbahçe SK            |
| 10 | Maja Ognjenović     | P     | 6 augusti 1984  | River Volley             |
| 11 | Stefana Veljković   | C     | 9 januari 1990  | Chemik Police            |
| 12 | Jelena Nikolić      | VS    | 13 april 1982   | Bursa BBSK               |
| 15 | Jovana Stevanović   | C     | 30 juni 1992    | Volleyball Casalmaggiore |
| 16 | Milena Rašić        | C     | 25 oktober 1990 | Vakıfbank SK             |
| 17 | Silvija Popović     | L     | 15 mars 1986    | Voléro Zürich            |
| 19 | Tijana Bošković     | VS/HS | 8 mars 1997     | Eczacıbaşı SK            |

## USA
| N° | Namn              | Roll | Födelsedatum     | Lag                         |
| -- | ----------------- | ---- | ---------------- | --------------------------- |
| -  | Karch Kiraly      | T    | 3 november 1960  | -                           |
| 1  | Alisha Glass      | P    | 5 april 1988     | Imoco Volley                |
| 2  | Kayla Banwarth    | L    | 21 januari 1989  | USA                         |
| 3  | Courtney Thompson | P    | 4 november 1984  | Rio de Janeiro Vôlei Clube  |
| 5  | Rachael Adams     | C    | 3 juni 1990      | Imoco Volley                |
| 6  | Carli Lloyd       | P    | 6 augusti 1989   | Volleyball Casalmaggiore    |
| 10 | Jordan Larson     | VS   | 16 oktober 1986  | Eczacıbaşı SK               |
| 12 | Kelly Murphy      | HS   | 20 oktober 1989  | Ageo Medics                 |
| 13 | Christa Harmotto  | C    | 12 oktober 1986  | Fenerbahçe SK               |
| 15 | Kimberly Hill     | VS   | 30 november 1989 | Vakıfbank SK                |
| 16 | Foluke Akinradewo | C    | 5 oktober 1987   | Voléro Zürich               |
| 23 | Kelsey Robinson   | VS   | 25 juni 1992     | Imoco Volley                |
| 25 | Karsta Lowe       | HS   | 2 februari 1993  | Futura Volley Busto Arsizio |